# Anike Ekina

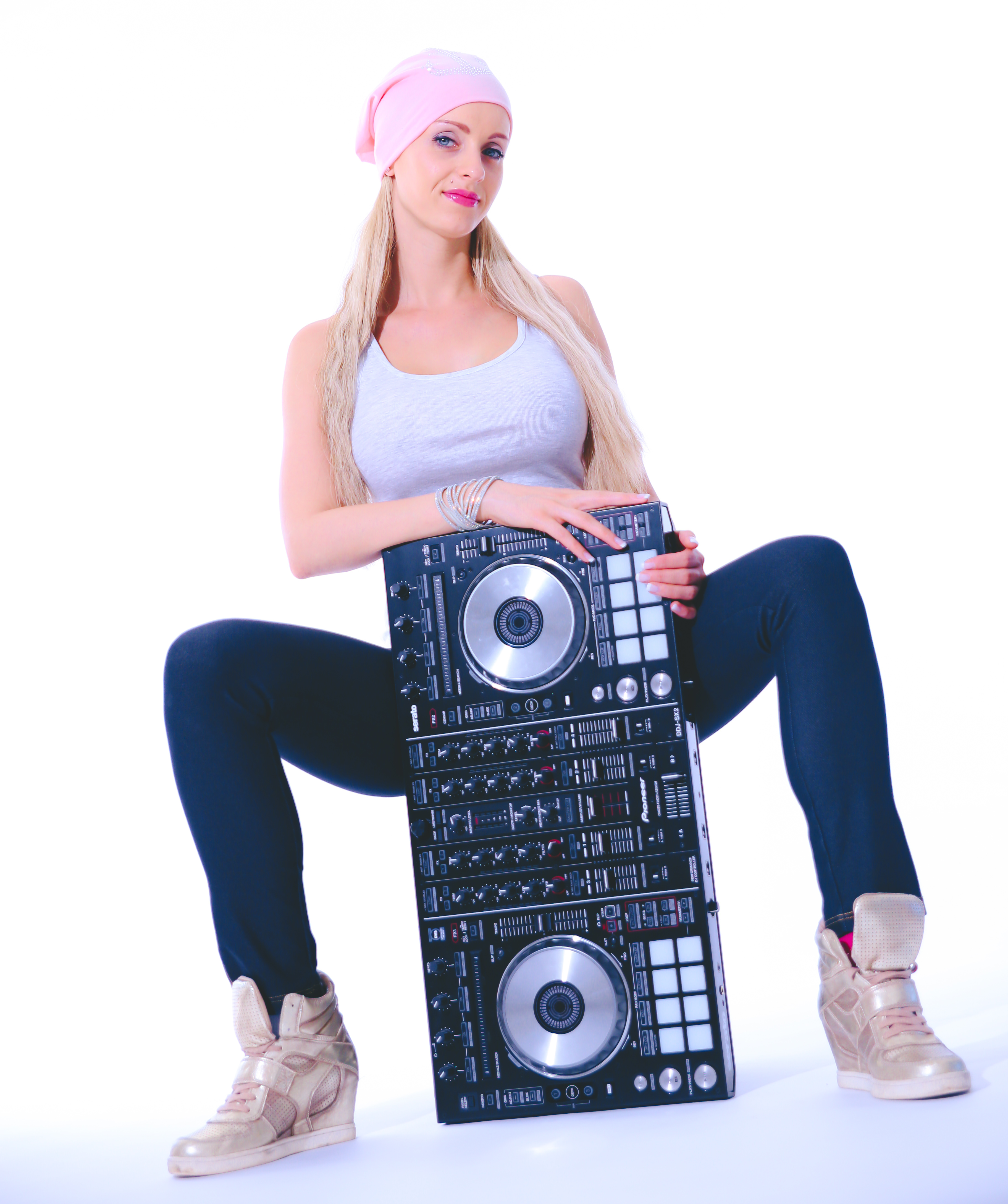
Anike Ekina (2016)

Anike Ekina (* 7. Oktober 1984 in Hamburg; bürgerlicher Name Nicole Schönberg) ist eine deutsche Schauspielerin, ehemalige Pornodarstellerin, Model und DJ.

## Leben
Anike Ekina stand als Kind für kleine Rollen vor der Kamera, u. a. für die ZDF-Serie Freunde fürs Leben. Nach ihrem Schulabschluss auf einer Gastronomie-Fachschule war Ekina im Eventbereich tätig. Dort lernte sie die Macher von Ribu Film kennen und drehte 2012 bis 2013 exklusiv für das Label. Es folgten Aufnahmen für Magmafilm und Inflagranti Film. Im Januar 2014 begann sie für das Label UC Diamonds zu produzieren. Seit 2016 produziert sie mit ihrem eigenen Label.
Im Jahr 2013 und 2014 drehte Anike für das Softerotik-Label UC Diamonds, bekam einen Netstar TV Award und war bei der RTL-Serie Männer! – Alles auf Anfang zu sehen. 2015 unterzog sie sich einer Brustvergrößerung. Im Sommer 2015 nahm Anike an der in Los Angeles gestarteten #HoldACokeWithYourBoobsChallenge teil und erreichte mit ihrem YouTube-Video mehr als 5.300.000 Aufrufe in wenigen Tagen. Außerdem gewann Anike 2015 ihren ersten Venus Award als beste internationale Erotikdarstellerin, einen Sign Award als best international Actress und einen weiteren Netstar TV Award.
2016 war Anike Model für das deutsche Penthouse-Magazin, brachte ihre erste eigene Single Stuck Up in my Head auf den Markt, nahm bei Das Supertalent als Act teil, bekam erneut einen Venus Award als Beste Erotik DJane und einen Netstar TV Award.
Seit Mai 2020 ist Anike Ekina Mitglied des „Guru Josh Projects“.
Sie ist Mitglied der Freiwilligen Feuerwehr von Schwarzenbek und wird in den Medien gefeiert als „Deutschlands heißeste Feuerwehrfrau“.

## Auszeichnungen
- 2014: Netstar TV Award
- 2015: Venus Award als Best International Erotic Actress[10]
- 2015: Netstar TV Award
- 2015: Sign Award als Best International Actress
- 2016: Venus Award als Best Erotic Djane
- 2016: Netstar TV Award
- 2022: Venus Award für die Best Erotic Live Saxophone Performance
- 2024: Venus Jury Award als World‘s Hottest Firefighter

## Fernsehauftritte
- 2013;2014: Exklusiv – Die Reportage
- 2013: Heiß & Fettig!
- 2015: Männer! – Alles auf Anfang (1 Folge)
- 2015: Mein dunkles Geheimnis
- 2016: Das Supertalent
- 2016: Auf Streife – Berlin
- 2017: Verdachtsfälle

## Filmografie
- 1993: Freunde fürs Leben
- 2012: Klick mich!
- 2013: Stille Wasser
- 2014: Bonds fesselnde Leidenschaften
- 2014: Cash Back
- 2014: Ladies First Vol. 1
- 2014: Fancy Minds
- 2014: First Time Sex
- 2014: Karriere Sexguide
- 2014: Wenn Mädchen küssen
- 2014: Plastic Pleasure
- 2014: Secret Love
- 2014: Pimmel Bingo 9
- 2015: Geheimnisvolle Leidenschaften
- 2015: Ladies First Vol. 2
- 2015: Lass dich gehen – Ich mag es tabulos
- 2015: Sexy Lesbian Camshot
- 2016: Sexy Sports
- 2016: Anike Your Horny Sweetheart
- 2016: Homestories
- 2016: Das Massage Studio
- 2016: Sextase – Mehr als pure Leidenschaft
- 2016: Luder-Poppen
- 2017: Das geile deutsche Luder Anike Ekina mit Silikontitten bekommt Bums-Besuch
- 2017: Die Kolbentwister
- 2017: Rücksitzluder 2
- 2017: Nuttige Praktikantinnen 2
- 2017: Porngirls Society
- 2018: The Secret: Die geheimen Träume einer Ehefrau
- 2018: Schulmädchen – Lehrer, Liebe, Sex

## Diskografie
- 2016: Stuck up in my Head feat. June, Millenium Pearls, Soulfood
- 2019: All I want is you feat. Yvonne Woelke, Schönberg Music Entertainment, ROBA
- 2020: Love to Infinity Guru Josh Project, Schönberg Music Entertainment, ROBA
- 2023: Ready2K23  feat. Shari, Schönberg Music Entertainment, ROBA
- 2023: The Answer, Schönberg Music Entertainment, ROBA
- 2024: Nightlife, Schönberg Music Entertainment, ROBA
- 2024: No longer in love, Schönberg Music Entertainment, ROBA